# Feuchtbiotopkomplex Dinslakener Straße
Koordinaten: 51° 36′ 50″ N, 6° 53′ 6″ O
Das Naturschutzgebiet Feuchtbiotopkomplex Dinslakener Straße liegt auf dem Gebiet der kreisfreien Stadt Bottrop in Nordrhein-Westfalen.
Das Gebiet erstreckt sich nordwestlich der Kernstadt von Bottrop und westlich des Bottroper Stadtteils Hardinghausen im Stadtbezirk Kirchhellen zu beiden Seiten der Landesstraße L 462. Östlich des Gebietes verläuft die L 621, nordwestlich liegt der Flugplatz Dinslaken/Schwarze Heide.
Nordwestlich – im Kreis Wesel – erstreckt sich das etwa 550,9 ha große Naturschutzgebiet (NSG) Gartroper Mühlenbach (WES-081), nördlich das etwa 97,5 ha große NSG Torfvenn, Rehrbach (BOT) (BOT-006), nordöstlich das etwa 26,8 ha große NSG Abgrabungsgewässer am Zieroth (BOT-009), südlich das etwa 413,5 ha große NSG Kirchheller Heide (BOT-007) und südwestlich das etwa 171,6 ha große NSG Kirchheller Heide und Hilsfelder Wald (BOT-001).

## Bedeutung
Das etwa 17,3 ha große Gebiet wurde im Jahr 2015 unter der Schlüsselnummer BOT-010 unter Naturschutz gestellt. Schutzziel ist die Erhaltung eines strukturreichen Feuchtbiotopkomplexes mit Kleingewässern unterschiedlichster Ausprägung, Brachen, Grünland und Gebüschen als vielfältigen Lebensraum, u. a. für z. T. gefährdete Tier- und Pflanzenarten.